# Бальдо-дельи-Убальди (станция метро)
Бальдо-дельи-Убальди — станция линии А римского метрополитена. Открыта 1 января 2000 года. Выходит на улицу Бальдо-дельи-Убальди, по которой станция и получила своё название. Вблизи станции расположен институт дерматологии. Неподалёку расположена улица Франческо Скадуто.

## Наземный транспорт
Автобусы: 490, 892.